# Walter Cristofoletto
Pas d'image ? Cliquez ici

a Compétitions nationales et continentales officielles uniquement.

b Matchs officiels uniquement.
Walter Cristofoletto (né le 2 juin 1964  à Trévise, en Vénétie) est un ancien joueur italien de rugby à XV, jouant deuxième ligne[réf. nécessaire]

## Biographie
Walter Cristofoletto a honoré sa première cape internationale  avec l'équipe d'Italie le 18 avril 1992 à Rovigo (Italie) pour une victoire 39-13 contre l'équipe de Roumanie de rugby à XV.
Il a disputé la Coupe du monde 1999.

## Fiche d'identité
- 1,92 m (6′ 4″)
- 110 kg (242 lb)

## Clubs successifs
- Benetton Trévise 1985-1999
- Stade montois 2000-2001
- Petrarca Padoue 2001-2002

## Équipe nationale
(au mois de mars 2006)
- 28 sélections
- 5 points en équipe d'Italie
- 1 essai.
- Sélections par année : 1 en 1992, 2 en 1993, 4 en 1996, 6 en 1997, 5 en 1998, 8 en 1999, 2 en 2000.
- Tournoi des Six Nations disputé: 2000.
- Coupe du monde de rugby disputée: 1999.